# Oderen
Oderen je občina v departmaju Haut-Rhin francoske regije Alzacija.
Leta 1990 je v občini živelo 1 340 oseb oz. 70 oseb/km².